# Nicola Chesini
Nicola Chesini (Negrar, 18 januari 1974) is een Italiaans voormalig professioneel wielrenner. Tijdens de Ronde van Italië 2002 werd hij beschuldigd van gebruik en verkoop van doping en op non-actief gezet door zijn ploeg Panaria. Dit betekende het einde van zijn professionele carrière.

## Belangrijkste overwinningen
1998
Circuito del Porto-Trofeo Arvedi
1999
Trofeo Città di Castelfidardo
2001
5e etappe Internationale Wielerweek

## Grote rondes
| Jaar | Ronde van Italië | Ronde van Frankrijk | Ronde van Spanje |
| ---- | ---------------- | ------------------- | ---------------- |
| 2000 |                  |                     |                  |
| 2001 |                  |                     |                  |
| 2002 | opgave           |                     |                  |

## Ploegen
- 2000 –  Mapei-Quick Step
- 2001 –  Tacconi Sport-Vini Caldirola
- 2002 –  Panaria-Fiordo